# Josh Hill
Josh Hill (Hamilton, Ontario; 24 de noviembre de 1986) es un artista marcial mixto canadiense que compite en la división de peso gallo. Hill compitió para promociones como Bellator MMA, World Series of Fighting (WSOF) y TKO Major League MMA. Hill también apareció en la temporada 18 de The Ultimate Fighter.

## Primeros años
Hill comenzó a entrenar artes marciales a los 20 años y tomó su primera pelea profesional de MMA tres años después. Antes de adentrarse al deporte, fue bombero voluntario.

## Carrera de artes marciales mixtas

### World Series of Fighting
Hill firmó con la WSOF e hizo su debut contra Mike Adams el 7 de junio de 2014 en Edmonton, Alberta. Ganó la pelea por nocaut en el primer asalto.
En su siguiente pelea por la promoción, Hill se enfrentó a Marlon Moraes por el Campeonato de peso gallo de la WSOF el 12 de febrero de 2015 en el evento principal de WSOF 18: Moraes vs Hill. Perdió la pelea por decisión unánime (49-46, 49-46, 49-46).
Después de dos peleas fuera de WSOF, Hill regresó en WSOF 26 para derrotar a Bekbulat Magomedov por decisión dividida.
Hill obtuvo una segunda oportunidad contra Marlon Moraes por el Campeonato de peso gallo de la WSOF el 30 de julio de 2016 en el evento principal de WSOF 32: Moraes vs. Hill 2. Perdió la pelea por nocaut técnico en el segundo asalto.

### Bellator MMA
Hill firmó con Bellator MMA en noviembre de 2019. Su pelea debut fue contra Vinicius Zani en Bellator 239 el 21 de febrero de 2020, el cual obtendría la victoria por decisión unánime.
Hill se enfrentó al veterano de UFC Erik Pérez el 21 de agosto de 2020 en Bellator 244. Ganó la pelea por decisión unánime.
Hill se enfrentó a Raufeon Stots el 7 de mayo de 2021 en Bellator 258. Perdió la pelea por decisión unánime.
Hill se enfrentó a Jared Scoggins el 3 de diciembre de 2021 en Bellator 272. En los pesajes, Jared Scoggins perdió el peso para su pelea, pesando 140 libras, 4 libras por encima del límite de peso gallo para peleas sin título. La pelea se desarrolló en el peso acordado y Scoggins fue multado con el 35% de su bolsa, que fue a parar a Hill. Hill ganaría la pelea por KO a los 0:56 del segundo asalto.
Hill estaba programado para enfrentarse a Enrique Barzola el 22 de abril de 2022 en Bellator 278. Debido a la retirada de dos luchadores del Gran Premio Mundial de Peso Gallo de Bellator debido a lesiones, la pelea se cambió a una clasificatoria comodín para uno de los lugares del torneo. Debido a que contrajo el COVID, Hill tuvo que retirarse de la pelea.
Hill estaba programado para enfrentar a Matheus Mattos en Bellator 284 el 12 de agosto de 2022. Sin embargo, Mattos se retiró debido a una lesión en la rodilla que requirió cirugía de rodilla y fue reemplazado por Marcos Breno. Hill perdió la pelea por decisión unánime.
Hill se enfrentó a Cass Bell el 10 de marzo de 2023 en Bellator 292. En los pesajes, Cass Bell pesó 145,2 libras, 9,2 libras por encima del límite de pelea sin título de peso gallo. La pelea se desarrolló en el peso acordado y Bell recibió una multa del 50% de su bolsa, que fue para el canadiense. Hill ganó la pelea por decisión dividida.
El 23 de enero de 2024 anunció que ya no estaba en la promoción.

## Récord en artes marciales mixtas
| Récord profesional | Récord profesional | Récord profesional |
| 29 peleas          | 22 victorias       | 7 derrotas         |
| ------------------ | ------------------ | ------------------ |
| Nocaut             | 5                  | 1                  |
| Sumisión           | 4                  | 0                  |
| Decisión           | 13                 | 6                  |

| Resultado | Récord | Oponente           | Método                           | Evento                                   | Fecha                    | Ronda | Tiempo | Localización                  | Notas |
| --------- | ------ | ------------------ | -------------------------------- | ---------------------------------------- | ------------------------ | ----- | ------ | ----------------------------- | ----- |
| Derrota   | 22–7   | Jonas Mågård       | Decisión (unánime)               | Oktagon 59                               | 20 de julio de 2024      | 3     | 5:00   | Bratislava                    |       |
| Derrota   | 22–6   | Kasum Kasumov      | Decisión (dividida)              | Bellator 298                             | 11 de agosto de 2023     | 3     | 5:00   | Sioux Falls, Dakota del Sur   |       |
| Victoria  | 22–5   | Cass Bell          | Decisión (dividida)              | Bellator 292                             | 10 de marzo de 2023      | 3     | 5:00   | San José, California          |       |
| Derrota   | 21–5   | Marcos Breno       | Decisión (unánime)               | Bellator 284                             | 12 de agosto de 2022     | 3     | 5:00   | Sioux Falls, Dakota del Sur   |       |
| Victoria  | 21–4   | Jared Scoggins     | KO (golpe)                       | Bellator 272                             | 3 de diciembre de 2021   | 2     | 0:56   | Uncasville, Connecticut       |       |
| Derrota   | 20–4   | Raufeon Stots      | Decisión (unánime)               | Bellator 258                             | 7 de mayo de 2021        | 3     | 5:00   | Uncasville, Connecticut       |       |
| Victoria  | 20–3   | Erik Pérez         | Decisión (unánime)               | Bellator 244                             | 21 de agosto de 2020     | 3     | 5:00   | Uncasville, Connecticut       |       |
| Victoria  | 19–3   | Vinicius Zani      | Decisión (unánime)               | Bellator 239                             | 21 de febrero de 2020    | 3     | 5:00   | Thackerville, Oklahoma        |       |
| Victoria  | 18–3   | Gilberto Aguilar   | Sumisión (rear-naked choke)      | Fight Night 11: Lethbridge               | 28 de septiembre de 2019 | 1     | 2:38   | Lethbridge, Alberta           |       |
| Victoria  | 17–3   | Jesse Arnett       | KO (golpe)                       | TKO 48                                   | 24 de mayo de 2019       | 2     | 2:11   | Gatineau                      |       |
| Derrota   | 16–3   | Taylor Lapilus     | Decisión (unánime)               | TKO 45                                   | 7 de diciembre de 2018   | 3     | 5:00   | Montreal                      |       |
| Victoria  | 16–2   | Grachik Engibaryan | Sumisión (rear-naked choke)      | Fight Nights Global 72                   | 24 de agosto de 2017     | 1     | 4:12   | Sochi                         |       |
| Victoria  | 15–2   | Xavier Alaoui      | Decisión (dividida)              | TKO 36                                   | 4 de noviembre de 2016   | 3     | 5:00   | Montreal                      |       |
| Derrota   | 14–2   | Marlon Moraes      | KO (patada en la cabeza y golpe) | WSOF 32: Moraes vs. Hill 2               | 30 de julio de 2016      | 2     | 0:38   | Everett, Estado de Washington |       |
| Victoria  | 14–1   | Bendy Casimir      | Decisión (unánime)               | Fight Night 1                            | 9 de abril de 2016       | 3     | 5:00   | Canadá                        |       |
| Victoria  | 13–1   | Bekbulat Magomedov | Decisión (dividida)              | WSOF 26                                  | 18 de diciembre de 2015  | 3     | 5:00   | Las Vegas, Nevada             |       |
| Victoria  | 12–1   | Ioan Vrânceanu     | Decisión (unánime)               | RXF 19                                   | 31 de agosto de 2015     | 3     | 5:00   | Galați                        |       |
| Victoria  | 11–1   | Josh Rettinghouse  | Sumisión (rear-naked choke)      | GWFC 2                                   | 30 de mayo de 2015       | 3     | 2:01   | Burlington, Ontario           |       |
| Derrota   | 10–1   | Marlon Moraes      | Decisión (unánime)               | WSOF 18: Moraes vs. Hill                 | 12 de febrero de 2015    | 5     | 5:00   | Edmonton                      |       |
| Victoria  | 10–0   | Mike Adams         | KO (golpe)                       | WSOF Canada 2                            | 7 de junio de 2014       | 1     | 4:20   | Edmonton                      |       |
| Victoria  | 9–0    | John Fraser        | Decisión (unánime)               | Score Fighting Series 5: Fraser vs. Hill | 25 de agosto de 2012     | 3     | 5:00   | Hamilton, Ontario             |       |
| Victoria  | 8–0    | Eric Wilson        | Decisión (unánime)               | Score Fighting Series 4                  | 16 de marzo de 2012      | 3     | 5:00   | Hamilton, Ontario             |       |
| Victoria  | 7–0    | Federico Lopez     | Decisión (unánime)               | Global Warriors FC 1: Uprising           | 13 de agosto de 2011     | 3     | 5:00   | Hamilton, Ontario             |       |
| Victoria  | 6–0    | Darin Cooley       | Decisión (unánime)               | Score Fighting Series 1                  | 10 de junio de 2011      | 3     | 5:00   | Mississauga                   |       |
| Victoria  | 5–0    | Diego Wilson       | Decisión (unánime)               | AMMA 6: Punishment                       | 11 de marzo de 2011      | 3     | 5:00   | Edmonton                      |       |
| Victoria  | 4–0    | Brent Franczuz     | Sumisión (rear-naked choke)      | W-1 MMA 5: Judgment Day                  | 19 de junio de 2010      | 3     | 4:00   | Montreal                      |       |
| Victoria  | 3–0    | Dennis Gagne       | TKO (golpes)                     | W-1 MMA 4: Bad Blood                     | 20 de marzo de 2010      | 3     | 5:00   | Montreal                      |       |
| Victoria  | 2–0    | Randy Turner       | Decisión (unánime)               | Wreck MMA: Fight for the Troops          | 12 de diciembre de 2009  | 3     | 5:00   | Gatineau                      |       |
| Victoria  | 1–0    | Vito Attanasi      | TKO (golpes)                     | W-1 MMA 3: High Voltage                  | 10 de octubre de 2009    | 2     | 1:42   | Gatineau                      |       |